# 戴利·布林德
戴利·布林德（荷蘭語：Daley Blind，發音：[ˈdeːli ˈblɪnt]；1990年3月9日—），荷兰足球运动员，司职左閘、防守中場与中堅，現效力西甲球隊赫罗纳及荷兰国家足球队。他的父亲是前荷蘭國家隊教練丹尼·白蘭特。
布林德成长于阿贾克斯青年队，在租借至格罗宁根时成为了球队主力。2014年9月，他以1380万英镑的身价转会曼联。戴利·布林德在2007年開始代表荷蘭U17國家隊參賽，从2013年起为国家队效力，目前已经出场过20次。他也是荷兰队获得2014年世界杯季军的一员。
由於布林德適合踢後防的任何一位置，被稱爲「後防萬金油」。

## 俱乐部生涯

### 阿贾克斯
布林德的足球生涯始于家乡球队阿贾克斯的青训营，他的父亲当年也正是从这里开始自己的职业生涯。作为阿贾克斯青训体系出产的球员，在2007至2008赛季，名义上仍然属于青年B队的布林德就已经在青年A队踢上了主力。在2008至2009赛季升至阿贾克斯一队之前，他获得了第一份职业合同，与球队签约到2010年7月1日。
2008年12月7日，在客场与的比赛中布林德实现了代表阿贾克斯一队的首秀，并且首次出场就制造角球帮助队友打进了制胜一球。2008年12月19日，他与阿贾克斯续约至2013年6月30日。

### 租借至格罗宁根
2010年1月5日，布林德在冬窗租借加盟格罗宁根参加2009至2010赛季的剩余比赛。在格罗宁根时期，他主要任职右后卫。

### 回归阿贾克斯
随后的两年中，布林德为球队获得了2010至2011赛季与2011至2012赛季的两座荷甲冠军奖杯，这也是阿贾克斯第30与第31次夺冠。在新帅弗兰克德波尔的手下，布林德获得了更多的信任与出场时间。他成为了球队在左后卫上的第一选择，并在2012至2013赛季一直保持着首发主力的位置。
2013年5月23日，马克奥维马斯宣布布林德与球队再次续约三年，将合同延长至2016年夏。5月5日，在主场5-0横扫威廉二世之后，阿贾克斯提前一轮夺冠。布林德帮助球队获得第32座冠军奖杯的同时，也实现了三连冠。就在同一天，球队宣布布林德当选了2012至2013赛季阿贾克斯最佳球员。布林德已经出色地为球队效力了5个赛季，最开始他的位置只是左后卫。而2013-2014赛季，他在场上的位置转变成了防守型后腰。在帮助阿贾克斯连续获得第四个荷甲冠军之后，布林德被提名为荷兰足球先生的候选人。

### 曼联
2014年8月30日，曼联在其官网宣布布林德通过体检并与球队达成协议。2014年9月1日，曼联以1380万英镑的价格正式签下布林德。他在13天后就完成处子秀并打满90分钟，帮助曼联主场4-0战胜女王公园巡游者获得赛季首胜。在10月20日与西布罗姆维奇的比赛中，他20码处远射破门帮助球队2-2战平对手，这也是他代表曼联的首个进球。白蘭特效力曼聯的4年間，協助球隊奪得足總盃(2015至2016賽季)、社區盾(2016年)、聯賽盃(2016至2017賽季)和歐霸冠軍(2016至2017賽季)4項錦標。

### 再次回歸阿積士
2018年7月17日，曼聯和阿積士同時宣佈就白蘭特的轉會回歸到阿積士達成協議，轉會費達1600萬歐元，合約長度為4年。在2018至2019賽季，白蘭特與迪列治組成中堅拍檔，協助阿積士時隔22年重回歐聯四強，更重奪了2013至2014賽季後首個荷甲及2009至2010年賽季後首個荷蘭盃冠軍。白蘭特在2018年12月16日，在主場對陣迪加史卓普的荷甲比賽中，以中堅身份上演帽子戲法，協助阿積士以8：0大炒客隊。

### 拜仁慕尼黑
2023年1月5日，白蘭特加盟德國班霸拜仁慕尼黑，簽訂了一份半季的合約。

### 基羅納
2023年7月7日，與拜仁慕尼黑的合約完結後，白蘭特以自由身加盟西甲球隊基羅納，簽訂了一份兩年的合約

## 国家队生涯

### 青年队
2007年布林德被荷兰U17国家队征召参加欧洲锦标赛。因禁赛错过第一场比赛后，第二场对阵冰岛的比赛中他梅开二度。但正是在这场比赛中他脚踝受伤退出了后边的所有比赛。他也被U21国家队征召参加了几场2011欧洲锦标赛的预选赛但是却没能获得上场机会。直到10月13日他才第一次登场，在客场4-0战胜波兰的比赛中他换下了自己的阿贾克斯队友西姆德容。

### 国家队
在几次被召入国家队之后，布林德终于在2013年2月6日在阿姆斯特丹竞技场完成了国家队首秀。在与意大利队位于进行的友谊赛中，他首发并打满全场，帮助球队1-1战平意大利。2014年6月，他被选入荷兰队征战2014年巴西世界杯的大名单。在球队的揭幕战里，他作为首发左后卫助攻范佩西和，助橙衣军团5-1战胜西班牙。在与巴西队进行的季軍賽中，布林德打进了自己第一个国家队进球，帮助荷兰3-0战胜巴西。这个结果也使他的父亲丹尼·布林德和主教练范加爾都非常满意。
2022年11月，布林德选入2022年世界盃荷蘭的最終26人名單。

### 每年代表國家隊的出賽及進球
最後更新：2021年6月28日
| 2013  | 8  | 0 |
| 2014  | 17 | 2 |
| 2015  | 9  | 0 |
| 2016  | 8  | 0 |
| 2017  | 10 | 0 |
| 2018  | 8  | 0 |
| 2019  | 9  | 0 |
| 2020  | 5  | 0 |
| 2021  | 8  | 0 |
| Total | 82 | 2 |

### 國家隊進球
| # | 日期           | 場地                                                    | 場次 | 對賽球隊 | 入球  | 賽果  | 競賽               | 參考來源 |
| - | -------------- | ------------------------------------------------------- | ---- | -------- | ----- | ----- | ------------------ | -------- |
| 1 | 2014年7月12日  | 巴西，巴西利亞 · 巴西利亞國家體育場（Estádio Nacional） | 19   | 巴西     | 2 – 0 | 3 – 0 | 2014年世界盃季軍賽 | [ 23 ]   |
| 2 | 2014年11月12日 | 荷蘭，阿姆斯特丹 · 阿姆斯特丹球場（Amsterdam Arena）    | 24   | 墨西哥   | 2 – 3 | 2 – 3 | 友誼賽             | [ 24 ]   |

## 榮譽

### 國家隊
荷蘭 (0)
- 世界盃季軍: 2014
- 歐洲足協國家聯賽亞軍：2018-19

### 俱樂部
阿贾克斯 (10)
- 荷蘭足球甲組聯賽冠军：2010-11、2011-12、2012-13、2013-14、2018–19、2020–21、2021-22
- 荷蘭盃冠军：2018–19、2020–21
- 克魯伊夫盾冠军：2013、2019

 曼聯 (4)
- 足總盃冠军: 2015-16
- 聯賽盃冠军: 2016-17
- 社區盾盃冠军: 2016
- 歐聯盃冠军: 2016-17
- 歐洲超級盃亞軍: 2017

 拜仁慕尼黑 (1)
- 德國足球甲級聯賽冠军：2022-23

### 個人
- 阿贾克斯未來之星獎: 2007-08
- 阿贾克斯年度最佳球員: 2012-13
- 荷蘭足球先生: 2014
- 入選年度最佳球隊（荷蘭甲級聯賽）: 2012-13、2013-14、2018-19
- 阿姆斯特丹年度最佳球員: 2014
- 歐聯盃賽季最佳陣容: 2016-17
- 入選歐洲國家聯賽決賽週最佳陣容：2019[25]

## 註腳
1. ↑   (PDF). FIFA. 2014-06-11: 25  [2014-10-23]. （原始内容存档 (PDF)于2019-04-04） （英语）.
2. ↑  港澳地區，因其姓氏英文意為「盲」而得名
3. ↑  .   [2018-02-19]. （原始内容存档于2018-02-19）.
4. ↑  . Ajax.nl. 2007-03-29  [2014-10-23]. （原始内容存档于2014-10-24） （英语）.
5. ↑  . Ajax.nl. 2008-12-07  [2014-10-23]. （原始内容存档于2014-10-24） （英语）.
6. ↑  . De Telegraaf. 2008-12-19  [2014-10-23] （荷兰语）.[永久]
7. ↑  . Ajax.nl. 2010-01-05  [2014-10-23]. （原始内容存档于2010-01-09） （英语）.
8. ↑  . Ajax Life. 2010-03-26  [2014-10-23]. （原始内容存档于2014-09-03） （荷兰语）.
9. ↑  . NOS.nl. 2012-11-20  [2014-10-23]. （原始内容存档于2020-04-18） （荷兰语）.
10. ↑  . AD.nl. 2013-04-23  [2014-10-22]. （原始内容存档于2014-07-17） （荷兰语）.
11. ↑  . FIFA.   [2014-06-17]. （原始内容存档于2014-06-12） （英语）.
12. ↑  . Manchester United. 2014-08-30  [2014-10-23]. （原始内容存档于2014-10-10） （英语）.
13. ↑  . BBC Sport. 2014-09-01  [2014-09-01]. （原始内容存档于2016-01-23） （英语）.
14. ↑  . dailymail.co.uk.   [2014-10-23]. （原始内容存档于2020-10-29） （英语）.
15. ↑  . BBC Sport. 2014-09-14  [2014-10-23]. （原始内容存档于2014-10-16） （英语）.
16. ↑  . BBC Sport. 2014-10-20  [2014-10-23]. （原始内容存档于2015-12-12） （英语）.
17. ↑  . Eurosport. 2018-12-16  [2019-09-03]. （原始内容存档于2019-04-30）.
18. ↑  . UEFA. 2007-07-05. （原始内容存档于2014-10-24） （英语）.
19. ↑  . Soccerway.com. 2012-02-06  [2014-10-23]. （原始内容存档于2020-04-18） （荷兰语）.
20. ↑  . BBC. 2014-07-12  [2014-10-23]. （原始内容存档于2014-07-15） （英语）.
21. ↑   [Van Gaal announces World Cup squad of 26 players]. 11 November 2022  [12 November 2022]. （原始内容存档于2022-11-11） （Dutch）.
22. ↑  Daley Blind在 National-Football-Teams.com 上的出场纪录
23. ↑  Rose, Gary. . BBC Sport. 2014-07-13  [2017-12-18]. （原始内容存档于2017-10-22）.
24. ↑  . BBC Sport. 2014-11-12  [2017-12-18]. （原始内容存档于2019-03-31）.
25. ↑  . UEFA. 2019-06-10  [2019-06-11]. （原始内容存档于2019-07-06）.